# Рио (Изернија)
Рио (итал. Rio) је насеље у Италији у округу Изернија, региону Молизе.
Према процени из 2011. у насељу је живело 31 становника. Насеље се налази на надморској висини од 444 м.